# Michail Samuilovič Agurskij
Michail Samuilovič Agurskij (in russo Михаи́л Самуи́лович Агу́рский?; Mosca, 3 giugno 1933 – Mosca, 21 agosto 1991) è stato un ingegnere sovietico, israeliano dal 1975. Cibernetico, durante il regime sovietico è stato un dissidente, e dal 1973 un sostenitore del comitato per i diritti umani di Andrej Sacharov. È stato inoltre giornalista, critico letterario, storico e politologo.

## Biografia
Michail Agurskij (anche noto come Melik) nacque a Mosca nel 1933. Suo padre era il rivoluzionario, storico e dirigente politico Samuil Khaimovič Agurskij (1884-1947). Michail completò i propri studi secondari a Mosca nel 1950.
Sposatosi nel 1955 con Vera Fëdorovna Kondrat'eva, completò i propri studi universitari in ingegneria con una dissertazione sulla cibernetica. Nei primi anni sessanta lavorò all'Istituto di ricerca sperimentale dei macchinari per la lavorazione dei metalli (Научно-исследовательский экспериментальный институт металлорежущих станков anche noto con l'acronimo ЭНИМСе).
Lasciato l'impiego nel 1965, venne accettato come "aspirant" presso l'Istituto di automazione e telemeccanica presso l'Accademia delle scienze dell'URSS. Nel 1968 iniziò a lavorare presso l'Istituto di ricerca tecnologica di ingegneria meccanica (Научно-исследовательском институте технологии машиностроения anche noto con l'acronimo НИИТМ), il principale istituto di ricerca controllato dal Ministero delle costruzioni meccaniche (Министерство общего машиностроения СССР anche noto con l'acronimo МОМ). Nel 1969 discusse la propria tesi di dottorato relativa alla cibernetica. M. S. Agurskij è stato l'autore di numerose opere scientifiche, pubblicate presso riviste specialistiche.
Pur avendo ricevuto una formazione di tipo tecnico, Agurskij non limitò le sue attività ed i suoi interessi al proprio ambito specialistico. Sul finire degli anni '50 era membro di un gruppo di giovani poeti che avevano costituito un club di discussione culturale in semi-clandestinità, chiamato "La fiaccola" (Факел).
Nel 1955 Agurskij ebbe modo di incontrare Nadežda Vereščagina, figlia dello scrittore e filosofo Vasilij Rozanov; in seguito entrò in contatto con la famiglia dello scrittore, poeta e mistico cristiano Daniil Andreev. Iniziò quindi a studiare i lavori di Rozanov, Solov'ëv, Leont'ev, Merežkovskij, Geršenzon, nonché il pensiero religioso di Dostoevskij, Tolstoj, Martin Buber. Allo stesso tempo iniziò ad interessarsi alle attività della Chiesa ortodossa russa, alla storia del Sionismo e alle relazioni interconfessionali.
Un ruolo centrale in questo percorso di apprendimento ebbe la figura di padre Aleksandr Vladimirovič Men'. Avendolo conosciuto intorno alla metà degli anni sessanta, Agurskij poté per suo tramite entrare in contatto con dissidenti di varie estrazioni ed orientamenti.
Nondimeno le attività politicamente sospette nelle quali era coinvolto, tra le quali contatti con figure della Chiesa Ortodossa e pubbliche dichiarazioni a favore di Israele, lo resero indesiderato ai vertici politici dell'organizzazione presso la quale era impiegato. Nell'autunno del 1970 Agurskij lasciò l'Istituto di ricerca, con l'intento di concentrarsi nell'ambito della biocibernetica. Non poté tuttavia concretizzarsi la sua intenzione di ottenere una posizione presso l'Istituto di automazione e telemeccanica (Институт автоматики и телемеханики anche noto con l'acronimo ИАТ). In questo periodo di ristrettezze economiche Agurskij si guadagnava da vivere facendo traduzioni per conto dell'Istituto sovietico per l'informazione scientifica e tecnica (Всероссийский институт научной и технической информации anche noto con l'acronimo ВИНИТИ) e per il Giornale del Patriarcato di Mosca (Журнал Московской Патриархии). Era inoltre impiegato presso la libreria dell'Accademia teologica di Mosca presso il Monastero della Trinità di San Sergio a Zagorsk.
Relativamente indipendente sotto il punto di vista sociale e materiale, Agurskij si avvicinò ai refusenik sionisti (Vladimir Slepak, Alexander Lerner, Iosif Begun, Kirill Henkin, ecc.) e al circolo dei dissidenti moscoviti tra i quali figuravano personalità quali Jurij Glazov, Valentin Turčin, Naum Koržavin, Žores Medvedev, Juz Aleškovskij, ecc.
Nel 1971 fece richiesta dei permessi necessari per compiere un viaggio in Israele, scrivendo diverse lettere al segretario generale Leonid Brežnev lamentando le discriminazioni subite nel tentativo di ottenere una posizione accademica in Unione Sovietica. Il permesso di viaggio venne negato sulla base dello status di Agurkij di ex impiegato presso un'istituzione operante in un ambito militarmente sensibile.
Come emerge dalle memorie di Agurskij, nonostante il diniego all'espatrio le autorità non esercitarono su di lui alcuna forma di coercizione aperta. Esse tuttavia monitoravano costantemente le sue comunicazioni telefoniche e le sue attività. A Michail Samuilovič era consentito di spostarsi liberamente nel territorio dell'Unione; consentita era inoltre la pubblicazione delle sue opere all'estero e in samizdat, nonché conferenze ed incontri con il Patriarcato Ortodosso, forze dissidenti ed esponenti sionisti. Il governo sovietico optò quindi per una linea diversa rispetto a quella di aperta repressione seguita con Žores Medvedev.
Insieme ad esponenti filosionisti e attivisti per i diritti umani Agurskij partecipò alle dimostrazioni antipalestinesi dinanzi all'ambasciata libanese a Mosca nel 1972, che si conclusero con l'arresto di tutti i partecipanti. Insieme ad Agurskij venne incarcerato anche Andrej Dmitrievič Sacharov. Al fine di facilitare la sua procedura di espatrio Agurskij allacciava nel frattempo contatti con vari corrispondenti di giornali stranieri, al fine di perorare la sua causa nel mondo occidentale.
Nel 1973, Agurskij, insieme ad altri attivisti (Valentin Turčin, Vladimir Maksimov, Aleksandr Galič, Igor' Šafarevič), prese le difese di A. D. Sacharov, detenuto dalle autorità. Assumendo tale posizione Agurskij entrava in conflitto con la posizione sionista ufficiale che respingeva ogni attività estranea alla causa stessa, ovvero ogni interferenza nelle questioni interne di uno stato diverso da Israele. La ragione principale che motivò tale decisione si deve al supporto incondizionato manifestato da Sacharov a favore delle aspirazioni degli ebrei sionisti di emigrare dall'Unione Sovietica.
Agurskij ebbe modo di incontrare Andrej Sacharov, Roj Medvedev, Jurij Orlov, Valerij Čalidze, Aleksandr Solženicyn. Su impulso di quest'ultimo, scrisse l'articolo "Sistemi socio-economici moderni e loro prospettive" (titolo originale: Современные общественно-экономические системы и их перспективы), inserito nella collezione di scritti di dissidenti Из-под глыб. La raccolta era dedicata alla vita sociale e spirituale dell'Unione Sovietica contemporanea. Tra gli estensori degli articoli troviamo figure quali Igor' Šafarevič, Feliks Svetov, Evgenij Barabanov, Vadim Borisov, Michail Polivanov. Solženicyn figurava nella duplice veste di contributore e curatore dell'opera, che venne pubblicata a Mosca nel 1974 come samizdat. Nello stesso anno uscì un'edizione in lingua inglese pubblicata dalla YMCA Press a Parigi con il titolo From under the rubble.
Il libro è considerato una pietra miliare del dissenso al regime sovietico. Agurskij era tra gli autori l'unico di orientamento dichiaratamente sionista. Una delle conseguenze di tale pubblicazione fu quella di accelerare la pratica di autorizzazione all'espatrio di Agurskij, che finalmente si concretizzò nel 1975.
Agurskij trascorse gli ultimi 16 anni della sua vita in Israele. La maggior parte di ciò che egli produsse in questo periodo ha a che fare con l'Unione Sovietica. Nel 1976 Agurskij venne assunto dall'Università di Gerusalemme. Ottenne nel frattempo un dottorato in Slavistica presso la Sorbona. La sua tesi, intitolata "Le radici nazionali del potere sovietico" venne pubblicata a Parigi in russo nel 1980 con il titolo "Ideologia del nazional-bolscevismo" (titolo originale: Идеологтя национал-большевизма).
In Israele Agurskij oltre all'attività di insegnamento svolse anche il ruolo di consulente politico per conto del governo e lavorò come opinionista politico. Entrò inoltre a far parte del Comitato centrale del Partito Laburista Israeliano.
La sua produzione letteraria in questo periodo è dedicata alla politica sovietica: troviamo le opere "Il Golem sovietico" (1983), "La terza Roma" (1987), "Relazioni commerciali tra l'Unione Sovietica e il Medio Oriente" (1990), l'articolo "Il conflitto in Medio Oriente e prospettive circa la sua risoluzione", pubblicato presso la rivista Naš sovremennik (Наш современник), 1990, № 6. Agurskij si dedicò inoltre allo studio della questione ebraica nella Russia zarista e nell’unione sovietica. Nel 1986 curò in collaborazione con Margarita Šklovskaja, la pubblicazione degli scritti di Maksim Gor'kij sull'Ebraismo. L'interesse per il lavoro di Gor'kij si ritrova anche nel suo ultimo articolo, intitolato "Il grande eretico (Gor'kij come pensatore religioso)", pubblicato presso la rivista "Voprosy filosofii" (Вопросы философии) nell'agosto del 1991.
Durante la perestrojka, Agurskij ebbe modo di tornare a visitare l'Unione sovietica. Un primo viaggio, concretizzatosi nel 1989, lo vide incontrare diversi compagni di dissidenza, tra i quali Šafarevič. Ebbe inoltre modo di partecipare a diverse conferenze dove discusse i temi del sionismo e del nazionalismo.
Due anni dopo venne invitato in Unione sovietica per partecipare ad una conferenza organizzata da sostenitori del "Congresso dei compatrioti" (Конгресса соотечественников), arrivando a Mosca nell'agosto del 1991. Giunto nella capitale nel pieno degli eventi del tentato colpo di Stato di agosto, Agurskij morì improvvisamente nella camera dove alloggiava presso l'hotel Rossija il 21 agosto del 1991.

## Opere
- Neonacistskaja opasnost' v Sovetskom Sojuze — Samizdat.
- Mezhdunarodnoe znachenie «Pis'ma vozhdjam» — Samizdat.
- Evrei-hristiane v Rossijskoj Pravoslavnoj Cerkvi, Vestnik RKhD. 1974, № 114; 1975, № 115, № 116.
- Obrashhenie k amerikanskoj intelligencii. Pis'mo v «N'ju-Jork Tajms»
- Sovremennye obshhestvenno-jekonomicheskie sistemy i ih perspektivy in Iz-pod glyb — YMCA Press, Parigi, 1974. — p. 276.
- Nacional'nyj vopros v SSSR. — Rus.-angl. tolkovyj slovar' — New York, 1976.
- Religioznaja mysl' v SSSR i social'nye nastroenija intelligencii — «Russkaja mysl'», Parigi, 26 febbraio 1976, pp. 4-12
- K diskussii o Solzhenicyne — «Russkaja mysl'», Parigi, 17 giugno 1976, p 12.
- Russkij nacionalizm i evrejskij vopros - Sion. Tel-Aviv, 1976.
- The Soviet Military-industrial Complex and Its Internal Mechanism, Centre for International Relations, Queen's University, 1978 (con Hannes Adomeit)
- Samoubijstvo Luisa Mers'era Vegi — «22», Tel-Aviv, giugno 1978, pp. 209—218
- Ideologija nacional-bol'shevizma — YMCA Press, Parigi, 1980. (in russo). — p. 322
- Odinokij myslitel', Novyj zhurnal/The New Review, New York, 1980. № 138.
- Sovetskij Golem — Londra, 1983, (in russo).
- Mihail Agurskij. Universalistskie tendencii v evrejskoj religioznoj mysli - Vestnik RKhD, № 140, III—IV, 1983, pp. 61—71.
- https://www.etrfi.info/immanuel/17/Immanuel_17_088.pdf[collegamento interrotto], Emmanuel, № 17, Gerusalemme, p. 90.
- Gor'kij M. Iz literaturnogo nasledija. Gor'kij i evrejskij vopros — Gerusalemme, Università ebraica, 1986. Scritto in collaborazione con Margaritoj Shklovskoj (in russo).
- The Third Rome — Westview, 1989 (in ebraico, 1988 g.)
- Solzhenicyn prizyvaet sozdat' slavjanskuju konfederaciju - Nasha strana. Tel-Aviv, 12 ottobre 1990.
- Tretij mir vnutri sovetskoj imperii: Po povodu st. A. Solzhenicyna - Russkaja mysl', Parigi, 9 novembre 1990.
- Sovremennye obshhestvenno-jekonomicheskie sistemy i ih perspektivy in Iz-pod glyb —  Russkaja kniga, Mosca, 1992.
- Torgovye svjazi mezhdu Sovetskim Sojuzom i stranami Blizhnego Vostoka — Gerusalemme, 1990. (in ebraico).
- Blizhnevostochnyj konflikt i perspektivy ego uregulirovanija - «Nash sovremennik», 1990, № 6, pp. 127-128.
- V plenu opasnogo mifa - Evrejskaja gazeta, 26.03.91. (Risposta a V. Kozhinovu).
- Velikij eretik (Gor'kij kak religioznyj myslitel') - «Voprosy filosofii», № 8.
- Pepel Klaasa — Gerusalemme, URA, 1996
- Jepizody vospominanij / Publ. podgot. S. Grinberg, Ierusalimskij zhurnal, 2000. № 3, № 5.
- Ideologija nacional-bol'shevizma — Mosca, Algoritm, 2003. — ISBN 5-9265-0089-3

### Traduzioni
- Contemporary socioeconomic systems and their future prospects (titolo originale: Sovremennye obshhestvenno-jekonomicheskie sistemy i ih perspektivy) in From Under The Rubble (titolo originale: Iz-pod glyb) ISBN 978-0895268907
- The Third Rome: National Bolshevism In The USSR, Westview Press, 1987 ISBN 978-0813301396
  - La terza Roma. Il nazionalbolscevismo in Unione Sovietica, Il Mulino, 1989